# Ozyptila flava
Ozyptila flava là một loài nhện trong họ Thomisidae.
Loài này thuộc chi Ozyptila. Ozyptila flava được Eugène Simon miêu tả năm 1875.